# Област Девол
Област Девол (алб. Rrethi i Devollit) је једна од 36 области Албаније. Има 33.785 становника (процена 2010), и површину од 429 km². На истоку је земље, а главни град је Билиште (Биљишт). Повезана је са грчким преко префектурама Лерин и Костур на истоку и југоистоку, и са албанским областима Колоње на југозападу и Корче на западу и северу.
Обухвата општине: Биљишт (Билиште), Мирас, Прогр, Ћендр Биљишт (Билиште Центар) и Хочишт (Хочиште).